# Люлих (приток Луха)
Люлих — река в Ивановской области России.

## Общие сведения
Образуется слиянием рек Люлишки и Скивески. Протекает в юго-восточном направлении по территории Палехского района. Впадает в реку Лух в 153 км от её устья по правому берегу. Длина — 6,3 км (от истока Скивески — 19 км), площадь водосборного бассейна — 156 км². На реке расположена деревня Рыбино.

## Данные водного реестра
По данным государственного водного реестра России относится к Окскому бассейновому округу, водохозяйственный участок реки — Клязьма от города Ковров и до устья, без реки Уводь, речной подбассейн реки — бассейны притоков Оки от Мокши до впадения в Волгу. Речной бассейн реки — Ока.
Код объекта в государственном водном реестре — 09010301112110000033754.

## Топографические карты
- Лист карты O-38-XXV. Масштаб: 1 : 200 000. Состояние местности на 1986 год. Издание 1991 г.
- Лист карты O-38-109-C-b — ФГУП «ГОСГИСЦЕНТР»
- Лист карты O-38-109-D-a — ФГУП «ГОСГИСЦЕНТР»